# Яган (Малопургинський район)
Яга́н (рос. Яган, удм. Кузьминка) — село в Малопургинському районі Удмуртії, Росія.

## Населення
Населення — 1379 осіб (2010; 1259 в 2002).
Національний склад станом на 2002 рік:
- росіяни — 50 %
- удмурти — 29 %

## Розташування
Село розташоване за 7 км на схід від Малої Пурги та за 40 км на південь від Іжевська між Можгинським та Сарапульським трактами. Яган розташований в гирлі двох річок, приток Іжа — Постолки та Кечовки. Навколо села розташований великий лісовий масив з берези. В складі Ягану виділяють такі кутки — Селище, Кузьминка, Усп'ян, Казарми та Зарічна. Біля села знаходиться залізнична станція Усп'ян на лінії Агриз-Сарапул. З Іжевськом здійснюється регулярне автобусне сполучення.
Назва села в перекладі з удмуртської мови означає глухар.

## Господарство
В селі працюють середня та початкова школа-садочок. З промислових підприємств діють лісопильні та столярні цехи.
Урбаноніми:
- вулиці — Берегова, Березова, Біржова, Жовтнева, Заводська, Зарічна, Лісова, Лучна, Набережна, Першотравнева, Північна, Підлісна, Постольська, Свободи, Складська, Трактова
- провулки — Березовий, Жовтневий, Зарічний, Молодіжний, Набережний, Першотравневий, Підлісний, Татарський